# Heather Poole
Heather Poole (* 21. Oktober 1969, geborene Heather Ostrom) ist eine kanadische Badmintonspielerin. 

## Karriere
Heather Ostrom gewann in Kanada fünf Jugend- und Juniorentitel. Bei den Weltmeisterschaften der Studenten wurde sie 1992 Dritte im Damendoppel. Bei den Commonwealth Games 1994 belegte sie Platz 17 im Dameneinzel. 1996 wurde sie kanadische Vizemeisterin im Damendoppel. 1991 und 1995 nahm sie an den Badminton-Weltmeisterschaften teil.

## Sportliche Erfolge
| Saison | Veranstaltung                     | Disziplin   | Platz | Name                                     |
| ------ | --------------------------------- | ----------- | ----- | ---------------------------------------- |
| 1985   | Kanada: Jugendmeisterschaften     | Dameneinzel | 1     | Heather Ostrom, BC                       |
| 1986   | Kanada: Juniorenmeisterschaften   | Dameneinzel | 1     | Heather Ostrom, BC                       |
| 1986   | Kanada: Jugendmeisterschaften     | Mixed       | 1     | U. Worster / Heather Ostrom, BC          |
| 1988   | Kanada: Juniorenmeisterschaften   | Damendoppel | 1     | Heather Ostrom / Karyn Kadonaga, BC / AB |
| 1989   | Kanada: Juniorenmeisterschaften   | Damendoppel | 1     | Heather Ostrom / Karyn Kadonaga, BC / AB |
| 1992   | Weltmeisterschaften der Studenten | Damendoppel | 3     | Heather Ostrom / Karyn Kadonaga          |
| 1994   | Commonwealth Games                | Dameneinzel | 17    | Heather Poole                            |
| 1995   | Weltmeisterschaft                 | Mixed       | 17    | Brent Olynyk / Heather Poole             |
| 1996   | Kanada: Meisterschaften           | Damendoppel | 2     | Heather Poole / Charmaine Reid           |